# Ginko
L'ispettore Ginko è un personaggio del fumetto Diabolik creato dalle sorelle Giussani. È lo storico avversario del protagonista della serie.

## Storia editoriale
Ginko esordisce nel novembre 1962, nel primo numero della serie, assieme al suo antagonista Diabolik. Poiché la trama è ricalcata su quella del primo romanzo di Fantômas e tutti i personaggi ivi presenti trovano un corrispettivo in quell'epigone, anche Ginko risulta ispirato all'ispettore Juve, storico antagonista del criminale parigino. Il suo nome deriva da quello di Gino Sansoni, editore e marito di Angela Giussani, con l'aggiunta della lettera K che caratterizza anche gli altri protagonisti della serie. Anche la cravatta a strisce rosse e nere e l'immancabile pipa sono mutuate da Sansoni, tifoso milanista e accanito fumatore. Inizialmente simile nel fisico a Sherlock Holmes, in seguito Ginko sarà ridisegnato con una corporatura simile a quella di Diabolik.
Presente nella stragrande maggioranza delle storie di Diabolik, nello speciale Il Grande Diabolik 2/2005 a Ginko viene dedicata addirittura la testata della pubblicazione, che per una volta sostituisce quella del suo rivale.

## Biografia del personaggio

### Prima di Diabolik
Ginko era figlio di un giudice, e visse un'infanzia agiata. Quando suo padre fu arrestato per corruzione, il ragazzo ne fu talmente scosso da tagliare i ponti con la sua famiglia e cambiare il proprio nome, che non è stato mai rivelato. Si trasferì a Chateauroque, una cittadina nello stato di Clerville, e divenne agente di polizia, vessato dalle prepotenze dei colleghi, dei superiori e della sua fidanzata Annalisa, che lo riteneva più legato al suo mestiere che alla loro relazione.
Durante una mostra di gioielli, nella quale venne esposto il Cuore di Demone, un rubino di inestimabile valore, Ginko e il suo amico e collega Mercier scoprirono un condotto nascosto da un tombino. Ginko, ritenendo che potesse servire da via di fuga per dei ladri, decise di esplorarlo; Mercier, riluttante, lo seguì. I due si trovarono di fronte a una coppia di ladri: nello scontro che seguì Mercier si fece male e Ginko lo soccorse, dando però modo ai ladri di fuggire.
In seguito all'accaduto, Ginko fu contattato da Guglielmo Polè, ex ispettore in pensione, il quale continuava ad indagare in via non ufficiale. Polè gli mostrò le prove della corruzione della polizia di Chateroque, e gli chiese di seguirlo nella sua crociata personale per contrastarla. Da quel giorno la vita di Ginko si sdoppiò: di giorno si occupava di scartoffie in commissariato, di notte veniva addestrato da Polè a diventare un ottimo poliziotto, apprendendo anche le più avanzate tecniche di ladrocinio, poiché "un buon ispettore deve essere anche un buon ladro".
Polè presentò a Ginko il suo alleato Sergio Fontaine, che parlò al futuro ispettore dei progetti per un laser nascosti in cada del barone Pascal, il quale stava per vendere i progetti dell'arma ad altre nazioni. Ginko si infiltrò in casa di Pascal durante una festa, dove scoprì che Annalisa lo tradiva con Josiet, suo rivale e maggior oppositore al distretto. Introdottosi nell'ufficio di Pascal, scoprì però che i progetti del laser erano già stati sottratti: il suo volto fu inoltre fotografato dal sistema antifurto. Ginko fu costretto a rendersi latitante; nascostosi da Mercier, questi, per evitare che l'amico venisse ucciso, lo denunciò a Josiet; Josiet uccise però Mercier, costringendo Ginko a ucciderlo.
Ginko scoprì che Fontaine era a sua volta corrotto, e che la sua vera intenzione era quella di subentrare a Pascal nei suoi affari sporchi. Insieme a Polè, il futuro ispettore mandò a monte il traffico tra Pascal e gli acquirenti, causando una sparatoria nella quale il suo mentore rimase ferito. Ginko fu promosso e trasferito a Clerville; Polè gli regalò la sua auto, la Citroën DS Squalo che l'ispettore userà fino al 1988. Annalisa lo accusò di aver ammazzato Josiet, lasciandolo in malo modo.
Solo dopo molti anni Ginko scoprirà che a rubare i progetti del laser dalla villa di Pascal era stato Diabolik: le strade dei due avversari si erano quindi incrociate ben prima che essi si fronteggiassero per la prima volta. Il figlio di Polè, divenuto a sua volta commissario, chiamerà Ginko a indagare sulla morte della marchesa de Semily, contribuendo a mettere Ginko sulle tracce di Diabolik.

### L'incontro con Diabolik
Ginko incontrerà per la prima volta Diabolik in Oriente, durante una missione: nel loro primo, fugace vis à vis il volto del Re del Terrore è però totalmente coperto da una maschera da sub. In seguito Ginko riuscirà ad arrestarlo, ma Diabolik indossa una delle sue maschere anonime poco prima che Ginko lo catturi: poiché il vero volto del Re del Terrore non era noto, così come le sue maschere, gli basterà togliersela per evadere senza essere riconosciuto.
Per molto tempo, Ginko rimane l'unico convinto che Diabolik sia un criminale dotato di notevoli risorse e intelligenza, e non un'entità misteriosa. Quando il figlio del commissario Polè lo chiama a indagare sull'omicidio della marchesa de Semily, l'ispettore è l'unico a notare alcune incongruenze che rimandano alla presenza di Diabolik; nel corso dell'indagine, Ginko riuscirà a penetrare in un covo del criminale, scoprendo per primo l'esistenza delle sue maschere. Alla fine dell'avventura, Ginko arriva nuovamente a fronteggiare l'avversario, che gli sfugge senza che lui possa scoprire la sua vera identità.
Per una serie di circostanze, Ginko incontra Elisabeth Gay, prima compagna di Diabolik, che porta l'ispettore a trovarsi di fronte al criminale per la prima volta senza maschera e con la fittizia identità di Walter Dorian. In seguito, mentre Diabolik è impegnato a rubare il diamante rosa di lady Eva Kant, Elisabeth scopre per caso la vera attività del suo amato e corre a denunciarlo a Ginko, cosa che porterà al suo arresto e alla condanna a morte per ghigliottina; il criminale si salverà solo grazie all'intervento di lady Kant, nel frattempo divenuta sua complice e compagna, che riuscirà a mandare al patibolo un altro uomo al suo posto. Da quel momento in poi, tuttavia, Ginko sarà a conoscenza del vero volto di Diabolik, che dovrà vivere nascosto e senza un'identità.

### La lotta contro Diabolik
Dopo i fatti narrati nei primi tre numeri, Ginko intraprende una feroce lotta contro il Re del Terrore. Spesso gli tende delle trappole, usando le sue stesse maschere o i congegni da lui stesso ideati; più di una volta è riuscito ad arrestarlo, ma Diabolik è sempre riuscito a scappare prima di essere giustiziato. La tempra morale dell'ispettore, tuttavia, gli impedisce di elaborare piani che mettano a rischio l'incolumità di altre persone, cosa che gli dà un netto svantaggio contro Diabolik, il quale, pur avendo un suo personale codice etico, non esita a uccidere o mettere in pericolo qualcuno se ciò è necessario ai propri scopi.
Col tempo, tra i due avversari si è stabilito un singolare rapporto di stima e rispetto: pur avendone avuto spesso l'occasione, Diabolik non ha mai eliminato Ginko, poiché lo ritiene il più meritevole tra i suoi nemici, ed eludere i suoi tentativi di catturarlo gli dà il gusto della sfida. I due si sono spesso trovati a collaborare, in presenza di un nemico comune o per salvare le loro compagne; è a Ginko che Diabolik narrerà le proprie origini mentre si trovano entrambi prigionieri e in punto di morte.
Nella sua lotta a Diabolik, Ginko è stato coadiuvato da Gustavo Garian nelle prime storie e fino al 1965, poi in sporadiche occasioni fino alla sua morte nel 2012. In seguito questo ruolo è stato assunto da Altea di Vallenberg.
Raramente Diabolik prende il posto di Ginko per portare a termine i suoi piani, poiché questa sostituzione comporterebbe notevoli rischi; in alcune occasioni, tuttavia, ciò si è reso necessario. Per ben due volte Diabolik, sostituitosi a Ginko, lo ha lasciato libero perché stesse vicino ad Altea, trovatasi in difficoltà. Il rispetto nutrito verso il suo avversario ha fatto sì che Diabolik lo aiutasse perfino a disintossicarsi dall'eroina, dopo che una sua nemica lo aveva costretto a diventarne dipendente.

### Interessi amorosi
La compagna di Ginko è Altea di Vallenberg: incontrata nel 1964 durante un'insidiosa indagine, la duchessa diventerà la compagna ufficiale di Ginko, sebbene all'inizio la loro relazione venga tenuta nascosta a causa della differenza di ceto sociale dei due. Altea aiuterà spesso Ginko nelle sue indagini, e non esiterà ad allearsi con Diabolik ed Eva per salvare il suo amato: questo porterà a delle incomprensioni tra i due e a una lunga separazione , terminata con una riconciliazione.
Prima di Altea, Ginko aveva intrattenuto una breve relazione con Esmeralda Radié, sorella di una vittima di Diabolik. Tra la donna e l'ispettore si era instaurata una certa simpatia, cosa che aveva portato Eva Kant a rapirla quando Diabolik era stato catturato, per poterla scambiare con la libertà del suo uomo. Il rifiuto di Ginko aveva portato Esmeralda ad allontanarsi da lui. La donna ritornerà molti anni dopo, mostrando però segni di squilibrio psichico.
Durante la separazione con Altea, Ginko si è trovato due volte a collaborare con la giovane ispettrice Milay. Questa aveva provato a flirtare con lui, ma lui aveva rifiutato, comprendendo finalmente quanto gli mancasse Altea.

## Altri media

### Animazione
Il personaggio compare anche nella serie animata Diabolik.
Un investigatore di nome Ginko è il nome del personaggio principale del manga e serie anime Mushishi; si tratta tuttavia di un personaggio completamente diverso da quello del franchise di Diabolik.

### Cinema
Il personaggio ha avuto diverse incarnazioni cinematografiche. 

#### Versione di Mario Bava
- Nel film Diabolik di Mario Bava del 1968, Ginko è interpretato da Michel Piccoli. Questa scelta di casting destò non poche perplessità al suo annuncio, poiché tra l'ispettore e il suo interprete non sussiteva alcuna somiglianza fisica; le sorelle Giussani ebbero tuttavia a dire che "Ginko si riconosce da quello che fa e dice, non dal suo volto". Il loro giudizio si rivelò corretto: l'interpretazione di Piccoli fu apprezzata, mentre le critiche si concentrarono su John Philip Law e Marisa Mell, identici ai Diabolik ed Eva Kant dei fumetti, ma privi del carisma necessario a interpretarli[17][18].

#### Trilogia dei Manetti Bros.
Nella trilogia diretta dai Manetti Bros., Ginko ha il volto di Valerio Mastandrea e come nei fumetti viene rappresentato come l'ispettore che dà la caccia al Re del Terrore
- Nel 2021 il personaggio viene introdotto nel film Diabolik dei Manetti Bros. Qui Ginko è l'ispettore di Clerville che indaga sui crimini commessi dal Re del Terrore e il film mostra il primo incontro tra Diabolik ed Eva Kant.
- Nel 2022 esce il sequel Diabolik - Ginko all'attacco! L'ispettore ha messo in scacco Diabolik e si allea con Eva Kant, tradita dal Re del Terrore, per incastrare il criminale. Nel film viene introdotta la figura della duchessa Altea di Vallenberg, interpretata da Monica Bellucci, nobildonna segretamente amante dell'ispettore, che arriva a Clerville per partecipare ad un importante evento.
- Nel 2023 Valerio Mastandrea riprende il ruolo di Ginko nel film Diabolik - Chi sei?: nuovamente diretto dai Manetti Bros.

### Videogiochi
Il personaggio compare anche nel videogioco Diabolik: The Original Sin, del 2007.

## Citazioni
Nella saga Disney Le strabilianti imprese di Fantomius ladro gentiluomo, scritta e disegnata da Marco Gervasio,  il poliziotto che dà la caccia al protagonista si chiama commissario Pinko, evidente omaggio a Ginko.